# Protankyra multidentata
Protankyra multidentata is een zeekomkommer uit de familie Synaptidae.
De wetenschappelijke naam van de soort werd in 1965 gepubliceerd door Gustave Cherbonnier.